# AMDGPU
AMDGPU es un controlador gráfico unificado, completamente de código abierto para hardware AMD en sistemas Linux. AMDGPU sólo soporta oficialmente tarjetas gráficas basadas en GCN 1.2 o superior, aunque el soporte para tarjetas anteriores es experimental y puede ser habilitado por un parámetro en el kernel.
AMDGPU también tiene un componente opcional de software propietario, el cual opera por sobre el código abierto de AMDGPU como alternativa de soporte para aplicaciones 3D, conocido como AMDGPU-PRO.

## Comunidad
El desarrollo del módulo kernel ocurre entre AMD y los mantenedores de Linux, las discusiones ocurren en las listas de correo freedesktop.org. Este último corresponde al hogar de los principales proyectos gráficos de Linux como Mesa, libdrm, Xorg, Wayland.